# Condado de Bell (Texas)
O Condado de Bell (em inglês:  Bell County) é um dos 254 condados do estado norte-americano do Texas. A sede e maior cidade do condado é Belton. Foi fundado em 1850.
O condado possui uma área de 2 817 km², dos quais 95 km² estão cobertos por água, uma população de 310 235 habitantes, e uma densidade populacional de 114 hab/km² (segundo o censo nacional de 2010).